# Blenheim (Nowa Zelandia)
Blenheim – miasto w Nowej Zelandii. Położone w północno-wschodniej części  Wyspy Południowej. Około 30 000 mieszkańców.